# Philippe Jarbinet
Philippe Jarbinet (Luik, 13 februari 1965) is een Belgische striptekenaar en schrijver van stripverhalen. Hij is de auteur van de series Mémoires de Cendres, Sam Bracken en Airborne 44. Een groot deel van zijn oeuvre is niet uitgebracht in het Nederlands taalgebied.
Het eerste stripverhaal van Jarbinet, Sandy Eastern, verscheen in 1992. De reeks werd evenwel door het failliet van de uitgeverij (het Franse Blanco) niet verder gezet. Zijn volgende twee reeksen verschenen bij het Franse Glénat. Van Mémoires de Cendres werden tussen 1995 en 2007 tien albumdelen gedrukt, van Sam Bracken verschenen er tussen 2003 en 2006 drie. Airborne 44 startte in 2009 bij Casterman. Het zevende deel verscheen in 2017 en een achtste deel is gepland voor 2019. Airborne 44 werd vertaald in onder meer Duits en Nederlands.
- Bibliothèque nationale de France: cb130854058 (data)
- Gemeinsame Normdatei: 124047378
- International Standard Name Identifier: 0000 0000 7835 9487
- Library of Congress Control Number: no2019103129
- Nederlandse Thesaurus van Auteursnamen: 16124436X
- Système universitaire de documentation: 057432120
- Virtual International Authority File: 23064441